# 中条村 (島根県)
中条村（なかすじむら）は、島根県周吉郡にあった村。現在の隠岐の島町の中央部、町中心部の北方一帯にあたる。

## 地理
- 山岳 ： 大満寺山、時張山、横尾山、大峯山
- 河川 ： 八尾川

## 歴史
- 1904年（明治37年）5月1日 - 島根県隠岐国ニ於ケル町村ノ制度ニ関スル件の施行により、上西村・原田村・池田村・有木村・八田村・平村の区域をもって発足。
- 1954年（昭和29年）7月1日 - 西郷町・東郷村・磯村と合併し、改めて西郷町が発足、同日中条村廃止。

## 歴代村長
※『島根県歴史人物事典』734頁による。
- 長谷川穆太郎：1904年7月 -
- 若林徳懋：1915年3月 -
- （職務管掌）長田和歌次
- 長谷川穆太郎：1918年7月 -
- 池田徳長：1922年8月 -
- 若林通照：1930年8月 -
- 野坂喜代一：1947年4月 - 1954年7月

## 出身著名人
- 若林徳懋（衆議院議員）